# Portugal i olympiska sommarspelen 2012
Portugal deltog i de olympiska sommarspelen 2012 som ägde rum i London i Storbritannien mellan den 27 juli och den 12 augusti 2012.

## Medaljörer
| Medalj | Namn                           | Sport      | Gren                 |
| ------ | ------------------------------ | ---------- | -------------------- |
| Silver | Fernando Pimenta Emanuel Silva | Kanotsport | Herrarnas K-2 1000 m |

## Badminton
- Huvudartikel: Badminton vid olympiska sommarspelen 2012

| Spelare       | Gren       | Gruppnivå                      | Gruppnivå                   | Gruppnivå         | Gruppnivå        | Eliminering       | Kvartsfinal       | Semifinal         | Final / brons     | Final / brons |
| Spelare       | Gren       | Motståndare Poäng              | Motståndare Poäng           | Motståndare Poäng | Placering        | Motståndare Poäng | Motståndare Poäng | Motståndare Poäng | Motståndare Poäng | Placering     |
| ------------- | ---------- | ------------------------------ | --------------------------- | ----------------- | ---------------- | ----------------- | ----------------- | ----------------- | ----------------- | ------------- |
| Pedro Martins | Herrsingel | Gade (DEN) L 21–14, 21–8       | i.u.                        | 2                 | Gick inte vidare | Gick inte vidare  | Gick inte vidare  | Gick inte vidare  | Gick inte vidare  |               |
| Telma Santos  | Damsingel  | Jayasinghe (SRI) W 21–9, 21–11 | Intanon (THA) L 21–12, 21–6 | 2                 | Gick inte vidare | Gick inte vidare  | Gick inte vidare  | Gick inte vidare  | Gick inte vidare  |               |

## Bordtennis
- Huvudartikel: Bordtennis vid olympiska sommarspelen 2012

Herrar
| Spelare                                     | Gren                 | Inledande omgång     | Runda 1              | Runda 2              | Runda 3              | Runda 4              | Kvartsfinal          | Semifinal            | Final                | Final            |
| Spelare                                     | Gren                 | Motståndare Resultat | Motståndare Resultat | Motståndare Resultat | Motståndare Resultat | Motståndare Resultat | Motståndare Resultat | Motståndare Resultat | Motståndare Resultat | Placering        |
| ------------------------------------------- | -------------------- | -------------------- | -------------------- | -------------------- | -------------------- | -------------------- | -------------------- | -------------------- | -------------------- | ---------------- |
| Marcos Freitas                              | Herrsingel           | Bye                  | Bye                  | Lin (DOM) W 4–0      | Oh (KOR) L 0–4       | Gick inte vidare     | Gick inte vidare     | Gick inte vidare     | Gick inte vidare     | Gick inte vidare |
| João Monteiro                               | Herrsingel           | Bye                  | Bye                  | Henzell (NZL) L 2–4  | Gick inte vidare     | Gick inte vidare     | Gick inte vidare     | Gick inte vidare     | Gick inte vidare     | Gick inte vidare |
| Tiago Apolónia Marcos Freitas João Monteiro | Herrarnas lagtävling | i.u.                 | i.u.                 | i.u.                 | i.u.                 | Storbritannien W 3–0 | Sydkorea L 2–3       | Gick inte vidare     | Gick inte vidare     | Gick inte vidare |
| Lei Huang Mendes                            | Damsingel            | Bye                  | Komwong (THA) L 3–4  | Gick inte vidare     | Gick inte vidare     | Gick inte vidare     | Gick inte vidare     | Gick inte vidare     | Gick inte vidare     | Gick inte vidare |

## Cykling
- Huvudartikel: Cykling vid olympiska sommarspelen 2012

### Landsväg
| Cyklist         | Gren              | Tid               | Placering |    |
| --------------- | ----------------- | ----------------- | --------- | -- |
| Manuel Cardoso  | Linjelopp, herrar | 5:46:37           | 49        |    |
| Rui Costa       | Linjelopp, herrar | 5:46:05           | 13        |    |
| Nelson Oliveira | Linjelopp, herrar | 5:46:37           | 69        |    |
| Nelson Oliveira | Linjelopp, herrar | Tempolopp, herrar | 54:41.57  | 18 |

### Mountainbike
| Cyklist    | Gren                  | Tid     | Placering |
| ---------- | --------------------- | ------- | --------- |
| David Rosa | Herrarnas terränglopp | 1:33:50 | 23        |

## Friidrott
Förkortningar
- Notera – Placeringar gäller endast den tävlandes eget heat
- Q = Kvalificerade sig till nästa omgång via placering
- q = Kvalificerade sig på tid eller, i fältgrenarna, på placering utan att ha nått kvalgränsen
- NR = Nationellt rekord
- N/A = Omgången inte möjlig i grenen
- Bye = Idrottaren behövde inte delta i omgången

Herrar
Bana och väg
| Idrottare        | Gren           | Heat     | Heat      | Semifinal        | Semifinal        | Final            | Final            |
| Idrottare        | Gren           | Resultat | Placering | Resultat         | Placering        | Resultat         | Placering        |
| ---------------- | -------------- | -------- | --------- | ---------------- | ---------------- | ---------------- | ---------------- |
| João Almeida     | 110 m häck     | 13.69    | 6         | Gick inte vidare | Gick inte vidare | Gick inte vidare | Gick inte vidare |
| Arnaldo Abrantes | 200 m          | 20.88    | 5         | Gick inte vidare | Gick inte vidare | Gick inte vidare | Gick inte vidare |
| Luis Feiteira    | Maraton        | i.u.     | i.u.      | i.u.             | i.u.             | 2:19:40          | 48               |
| Pedro Isidro     | 50 km gång     | i.u.     | i.u.      | i.u.             | i.u.             | 3:58:59          | 40               |
| Jorge Paula      | 400 m häck     | 51.40    | 8         | Gick inte vidare | Gick inte vidare | Gick inte vidare | Gick inte vidare |
| Alberto Paulo    | 3 000 m hinder | 8:40.74  | 12        | i.u.             | i.u.             | Did not advance  | Did not advance  |
| Rui Pedro Silva  | Maraton        | i.u.     | i.u.      | i.u.             | i.u.             | DNF              | DNF              |
| João Vieira      | 20 km gång     | i.u.     | i.u.      | i.u.             | i.u.             | 1:20:41          | 11               |
| João Vieira      | 50 km gång     | i.u.     | i.u.      | i.u.             | i.u.             | DNF              | DNF              |

Fältgrenar
| Idrottare    | Gren        | Kval  | Kval      | Final            | Final            |
| Idrottare    | Gren        | Längd | Placering | Längd            | Placering        |
| ------------ | ----------- | ----- | --------- | ---------------- | ---------------- |
| Marcos Chuva | Längdhopp   | 7.55  | 28        | Gick inte vidare | Gick inte vidare |
| Marco Fortes | Kulstötning | 20.07 | 15        | Gick inte vidare | Gick inte vidare |
| Edi Maia     | Stavhopp    | 5.20  | 24        | Gick inte vidare | Gick inte vidare |

Damer
Bana och väg
| Idrottare       | Event          | Heat     | Heat      | Semifinal | Semifinal | Final            | Final            |
| Idrottare       | Event          | Resultat | Placering | Resultat  | Placering | Resultat         | Placering        |
| --------------- | -------------- | -------- | --------- | --------- | --------- | ---------------- | ---------------- |
| Jéssica Augusto | Maraton        | i.u.     | i.u.      | i.u.      | i.u.      | 2:25:11          | 7                |
| Vera Barbosa    | 400 m häck     | 55.22 NR | 3 Q       | 56.27     | 7         | Gick inte vidare | Gick inte vidare |
| Marisa Barros   | Maraton        | i.u.     | i.u.      | i.u.      | i.u.      | 2:26:13          | 13               |
| Ana Cabecinha   | 20 km gång     | i.u.     | i.u.      | i.u.      | i.u.      | 1:28:03          | 9                |
| Clarisse Cruz   | 3 000 m hinder | 9:30.06  | 5 q       | i.u.      | i.u.      | 9:32.44          | 11               |
| Ana Dulce Félix | 10 000 m       | i.u.     | i.u.      | i.u.      | i.u.      | DNS              | DNS              |
| Ana Dulce Félix | Maraton        | i.u.     | i.u.      | i.u.      | i.u.      | 2:28:12          | 21               |
| Inês Henriques  | 20 km gång     | i.u.     | i.u.      | i.u.      | i.u.      | 1:29:54          | 15               |
| Sara Moreira    | 5 000 m        | DNS      | DNS       | i.u.      | i.u.      | Gick inte vidare | Gick inte vidare |
| Sara Moreira    | 10 000 m       | i.u.     | i.u.      | i.u.      | i.u.      | 31:16.44         | 14               |
| Vera Santos     | 20 km gång     | i.u.     | i.u.      | i.u.      | i.u.      | 1:35:51          | 49               |

Fältgrenar
| Idrottare            | Gren           | Kval  | Kval      | Final            | Final            |
| Idrottare            | Gren           | Längd | Placering | Längd            | Placering        |
| -------------------- | -------------- | ----- | --------- | ---------------- | ---------------- |
| Patricia Mamona      | Tresteg        | 14.11 | 13        | Gick inte vidare | Gick inte vidare |
| Irina Rodrigues      | Diskuskastning | 57.23 | 32        | Gick inte vidare | Gick inte vidare |
| Vânia Silva          | Släggkastning  | 62.81 | 35        | Gick inte vidare | Gick inte vidare |
| Maria Leonor Tavares | Stavhopp       | 4.10  | =31       | Gick inte vidare | Gick inte vidare |

## Gymnastik
- Huvudartikel: Gymnastik vid olympiska sommarspelen 2012

### Artistisk
Herrar
| Idrottare     | Gren     | Kval    | Kval    | Kval    | Kval    | Kval    | Kval    | Kval   | Kval      | Final            | Final            | Final            | Final            | Final            | Final            | Final            | Final            |
| Idrottare     | Gren     | Redskap | Redskap | Redskap | Redskap | Redskap | Redskap | Totalt | Placering | Redskap          | Redskap          | Redskap          | Redskap          | Redskap          | Redskap          | Totalt           | Placering        |
| Idrottare     | Gren     | F       | PH      | R       | V       | PB      | HB      | Totalt | Placering | F                | PH               | R                | V                | PB               | HB               | Totalt           | Placering        |
| ------------- | -------- | ------- | ------- | ------- | ------- | ------- | ------- | ------ | --------- | ---------------- | ---------------- | ---------------- | ---------------- | ---------------- | ---------------- | ---------------- | ---------------- |
| Manuel Campos | Mångkamp | 14.166  | 12.500  | 14.433  | 14.200  | 14.400  | 13.200  | 82.899 | 35        | Gick inte vidare | Gick inte vidare | Gick inte vidare | Gick inte vidare | Gick inte vidare | Gick inte vidare | Gick inte vidare | Gick inte vidare |

Damer
| Idrottare                   | Gren     | Kval    | Kval    | Kval    | Kval    | Kval   | Kval      | Final            | Final            | Final            | Final            | Final            | Final            |
| Idrottare                   | Gren     | Redskap | Redskap | Redskap | Redskap | Totalt | Placering | Redskap          | Redskap          | Redskap          | Redskap          | Totalt           | Placering        |
| Idrottare                   | Gren     | F       | V       | UB      | BB      | Totalt | Placering | F                | V                | UB               | BB               | Totalt           | Placering        |
| --------------------------- | -------- | ------- | ------- | ------- | ------- | ------ | --------- | ---------------- | ---------------- | ---------------- | ---------------- | ---------------- | ---------------- |
| Zoi Mafalda Marques de Lima | Mångkamp | 12.033  | 13.566  | 11.766  | 12.266  | 49.631 | 53        | Gick inte vidare | Gick inte vidare | Gick inte vidare | Gick inte vidare | Gick inte vidare | Gick inte vidare |

### Trampolin
| Idrottare       | Gren   | Kval    | Kval      | Final            | Final            |
| Idrottare       | Gren   | Poäng   | Placering | Poäng            | Placering        |
| --------------- | ------ | ------- | --------- | ---------------- | ---------------- |
| Diogo Ganchinho | Herrar | 61.440  | 15        | Gick inte vidare | Gick inte vidare |
| Ana Rente       | Damer  | 100.275 | 11        | Gick inte vidare | Gick inte vidare |

## Judo
| Idrottare      | Gren                         | 32-delsfinal         | Sextondelsfinal           | Åttondelsfinal          | Kvartsfinal          | Semifinal            | Återkval             | Bronsmatch           | Final                | Final            |
| Idrottare      | Gren                         | Motståndare Resultat | Motståndare Resultat      | Motståndare Resultat    | Motståndare Resultat | Motståndare Resultat | Motståndare Resultat | Motståndare Resultat | Motståndare Resultat | Placering        |
| -------------- | ---------------------------- | -------------------- | ------------------------- | ----------------------- | -------------------- | -------------------- | -------------------- | -------------------- | -------------------- | ---------------- |
| João Pina      | Lättvikt (-73 kg) Herrar     | Bye                  | Soroka (UKR) L 0011–0102  | Gick inte vidare        | Gick inte vidare     | Gick inte vidare     | Gick inte vidare     | Gick inte vidare     | Gick inte vidare     | Gick inte vidare |
| Joana Ramos    | Halv lättvikt (-52 kg) Damer | i.u.                 | Bye                       | Gneto (FRA) L 0000–1001 | Gick inte vidare     | Gick inte vidare     | Gick inte vidare     | Gick inte vidare     | Gick inte vidare     | Gick inte vidare |
| Telma Monteiro | Lättvikt (-57 kg) Damer      | i.u.                 | Malloy (USA) L 0000–0001  | Gick inte vidare        | Gick inte vidare     | Gick inte vidare     | Gick inte vidare     | Gick inte vidare     | Gick inte vidare     | Gick inte vidare |
| Yahima Ramirez | Halv tungvikt (-78 kg) Damer | i.u.                 | Gibbons (GBR) L 0100–0000 | Gick inte vidare        | Gick inte vidare     | Gick inte vidare     | Gick inte vidare     | Gick inte vidare     | Gick inte vidare     | Gick inte vidare |

## Kanotsport
Sprint
| Kanotist                                                        | Gren                | Heat     | Heat      | Semifinal        | Semifinal        | Final            | Final            |
| Kanotist                                                        | Gren                | Tid      | Placering | Tid              | Placering        | Tid              | Placering        |
| --------------------------------------------------------------- | ------------------- | -------- | --------- | ---------------- | ---------------- | ---------------- | ---------------- |
| Fernando Pimenta Emanuel Silva                                  | Herrarnas K2 200 m  | DNS      | DNS       | Gick inte vidare | Gick inte vidare | Gick inte vidare | Gick inte vidare |
| Fernando Pimenta Emanuel Silva                                  | Herrarnas K2 1000 m | 3:13.710 | 2 Q       | 3:14.017         | 3 FA             | 3:09.699         | 2                |
| Teresa Portela                                                  | Damernas K1 200 m   | 42.673   | 3 Q       | 41.562           | 3 FA             | 46.549           | 8                |
| Teresa Portela                                                  | Damernas K1 500 m   | 1:51.887 | 2 Q       | 1:53.064         | 3 FB             | 1:53.597         | 11               |
| Beatriz Gomes Joana Vasconcelos                                 | Damernas K2 500 m   | 1:44.660 | 2 Q       | 1:43.305         | 3 FA             | 1:44.924         | 6                |
| Beatriz Gomes Teresa Portela Helena Rodrigues Joana Vasconcelos | Damernas K4 500 m   | 1:32.785 | 2 FA      | Bye              | Bye              | 1:33.453         | 6                |

## Ridsport

### Dressyr
| Ryttare          | Häst | Grand Prix | Grand Prix | Grand Prix Special | Grand Prix Special | Grand Prix Freestyle | Grand Prix Freestyle | Placering |
| Ryttare          | Häst | Poäng      | Placering  | Poäng              | Placering          | Poäng                | Placering            | Placering |
| ---------------- | ---- | ---------- | ---------- | ------------------ | ------------------ | -------------------- | -------------------- | --------- |
| Goncalo Carvalho | Rubi | 71,52      | 22         | 74,222             | 13                 | 77,607               | 16                   | 16        |

### Hoppning
| Tävlande     | Häst   | Kvalifikation | Kvalifikation | Kvalifikation | Kvalifikation | Kvalifikation | Kvalifikation | Kvalifikation | Kvalifikation | Final   | Final     | Final   | Final   | Final     | Total     |
| Tävlande     | Häst   | Runda 1       | Runda 1       | Runda 2       | Runda 2       | Runda 2       | Runda 3       | Runda 3       | Runda 3       | Runda A | Runda A   | Runda B | Runda B | Runda B   | Total     |
| Tävlande     | Häst   | Straff        | Placering     | Straff        | Total         | Placering     | Straff        | Total         | Placering     | Straff  | Placering | Straff  | Totalt  | Placering | Placering |
| ------------ | ------ | ------------- | ------------- | ------------- | ------------- | ------------- | ------------- | ------------- | ------------- | ------- | --------- | ------- | ------- | --------- | --------- |
| Lucian Diniz | Lennox | 8             | 60            | 0             | 8             | 31            | 4             | 12            | 26            | 1       | 7         | 9       | 10      | 17        | 17        |

## Rodd
Herrar
| Idrottare               | Gren                        | Heat    | Heat      | Återkval | Återkval  | Semifinal | Semifinal | Final   | Final     | Final |
| Idrottare               | Gren                        | Tid     | Placering | Tid      | Placering | Tid       | Placering | Tid     | Placering |       |
| ----------------------- | --------------------------- | ------- | --------- | -------- | --------- | --------- | --------- | ------- | --------- | ----- |
| Pedro Fraga Nuno Mendes | Lättvikts-fyra utan styrman | 6:37,91 | 2 SA/B    | Bye      | Bye       | 6:37,99   | 3 FA      | 6:44,80 | 5         |       |

## Segling
Herrar
| Seglare                        | Gren    | Lopp | Lopp | Lopp | Lopp | Lopp | Lopp | Lopp | Lopp | Lopp | Lopp | Lopp | Summerad poäng | Finalplacering |
| Seglare                        | Gren    | 1    | 2    | 3    | 4    | 5    | 6    | 7    | 8    | 9    | 10   | M*   | Summerad poäng | Finalplacering |
| ------------------------------ | ------- | ---- | ---- | ---- | ---- | ---- | ---- | ---- | ---- | ---- | ---- | ---- | -------------- | -------------- |
| João Rodrigues                 | RS:X    | 20   | 16   | 9    | 11   | 23   | 7    | 25   | 22   | 20   | 3    | EL   | 132            | 14             |
| Gustavo Lima                   | Laser   | 21   | 24   | 27   | 35   | 13   | 18   | 3    | 20   | 34   | 13   | EL   | 173            | 22             |
| Álvaro Marinho Miguel Nunes    | 470     | 12   | 2    | 16   | 5    | 11   | 7    | 17   | 3    | 10   | 28   | 10   | 93             | 8              |
| Afonso Domingos Frederico Melo | Starbåt | 14   | 15   | 15   | 16   | 9    | 10   | 7    | 14   | 10   | 14   | EL   | 108            | 15             |

M = Medaljlopp; EL = Eliminerad – gick inte vidare till medaljloppet;
Damer
| Seglare              | Gren         | Lopp         | Lopp         | Lopp         | Lopp         | Lopp         | Lopp         | Lopp         | Lopp         | Lopp         | Lopp         | Lopp         | Summerad poäng | Finalplacering |
| Seglare              | Gren         | 1            | 2            | 3            | 4            | 5            | 6            | 7            | 8            | 9            | 10           | M*           | Summerad poäng | Finalplacering |
| -------------------- | ------------ | ------------ | ------------ | ------------ | ------------ | ------------ | ------------ | ------------ | ------------ | ------------ | ------------ | ------------ | -------------- | -------------- |
| Carolina Mendelblatt | RS:X         | Tävlade inte | Tävlade inte | Tävlade inte | Tävlade inte | Tävlade inte | Tävlade inte | Tävlade inte | Tävlade inte | Tävlade inte | Tävlade inte | Tävlade inte | Tävlade inte   | Tävlade inte   |
| Sara Carmo           | Laser radial | 32           | 22           | 17           | 20           | 27           | 20           | 32           | 38           | 28           | 24           | EL           | 222            | 28             |

M = Medaljlopp; EL = Eliminerad – gick inte vidare till medaljloppet;
Match racing
| Seglare                                   | Gren         | Inledande omgång | Inledande omgång | Inledande omgång | Inledande omgång | Inledande omgång | Inledande omgång | Inledande omgång | Inledande omgång | Inledande omgång | Inledande omgång | Inledande omgång | Placering | Utslagning       | Utslagning       | Utslagning       | Placering        |
| Seglare                                   | Gren         | Frankrike        | Finland          | USA              | Storbritannien   | Nya Zeeland      | Ryssland         | Sverige          | Nederländerna    | Spanien          | Danmark          | Australien       | Placering | Kvartsfinal      | Semifinal        | Final            | Placering        |
| ----------------------------------------- | ------------ | ---------------- | ---------------- | ---------------- | ---------------- | ---------------- | ---------------- | ---------------- | ---------------- | ---------------- | ---------------- | ---------------- | --------- | ---------------- | ---------------- | ---------------- | ---------------- |
| Rita Gonçalves Mariana Lobato Diana Neves | Match racing | L                | L                | L                | L                | L                | L                | W                | L                | L                | L                | L                | 11        | Gick inte vidare | Gick inte vidare | Gick inte vidare | Gick inte vidare |

Öppen
| Seglare                            | Gren | Lopp | Lopp | Lopp | Lopp | Lopp | Lopp | Lopp | Lopp | Lopp | Lopp | Lopp | Lopp | Lopp | Lopp | Lopp | Lopp | Summerad poäng | Finalplacering |
| Seglare                            | Gren | 1    | 2    | 3    | 4    | 5    | 6    | 7    | 8    | 9    | 10   | 11   | 12   | 13   | 14   | 15   | M*   | Summerad poäng | Finalplacering |
| ---------------------------------- | ---- | ---- | ---- | ---- | ---- | ---- | ---- | ---- | ---- | ---- | ---- | ---- | ---- | ---- | ---- | ---- | ---- | -------------- | -------------- |
| Francisco Andrade Bernardo Freitas | 49er | 7    | 2    | 10   | 9    | 10   | 6    | 13   | 5    | 8    | 12   | 9    | 10   | 5    | 14   | 15   | 14   | 134            | 8              |

M = Medaljlopp; EL = Eliminerad – gick inte vidare till medaljloppet;

## Triathlon
| Triathlet  | Gren                | Simning (1,5 km) | Trans 1 | Cykling (40 km) | Trans 2 | Löpning (10 km) | Total tid | Placering |
| ---------- | ------------------- | ---------------- | ------- | --------------- | ------- | --------------- | --------- | --------- |
| Bruno Pais | Herrarnas triathlon | 18:57            | 0:42    | 58:44           | 0:29    | 32:30           | 1:51:22   | 41        |
| João Silva | Herrarnas triathlon | 17:22            | 0:36    | 58:54           | 0:26    | 30:33           | 1:47:51   | 9         |